# Дафни

Рождество Пресвятой Богородицы. Фрагмент мозаики. 1100 год

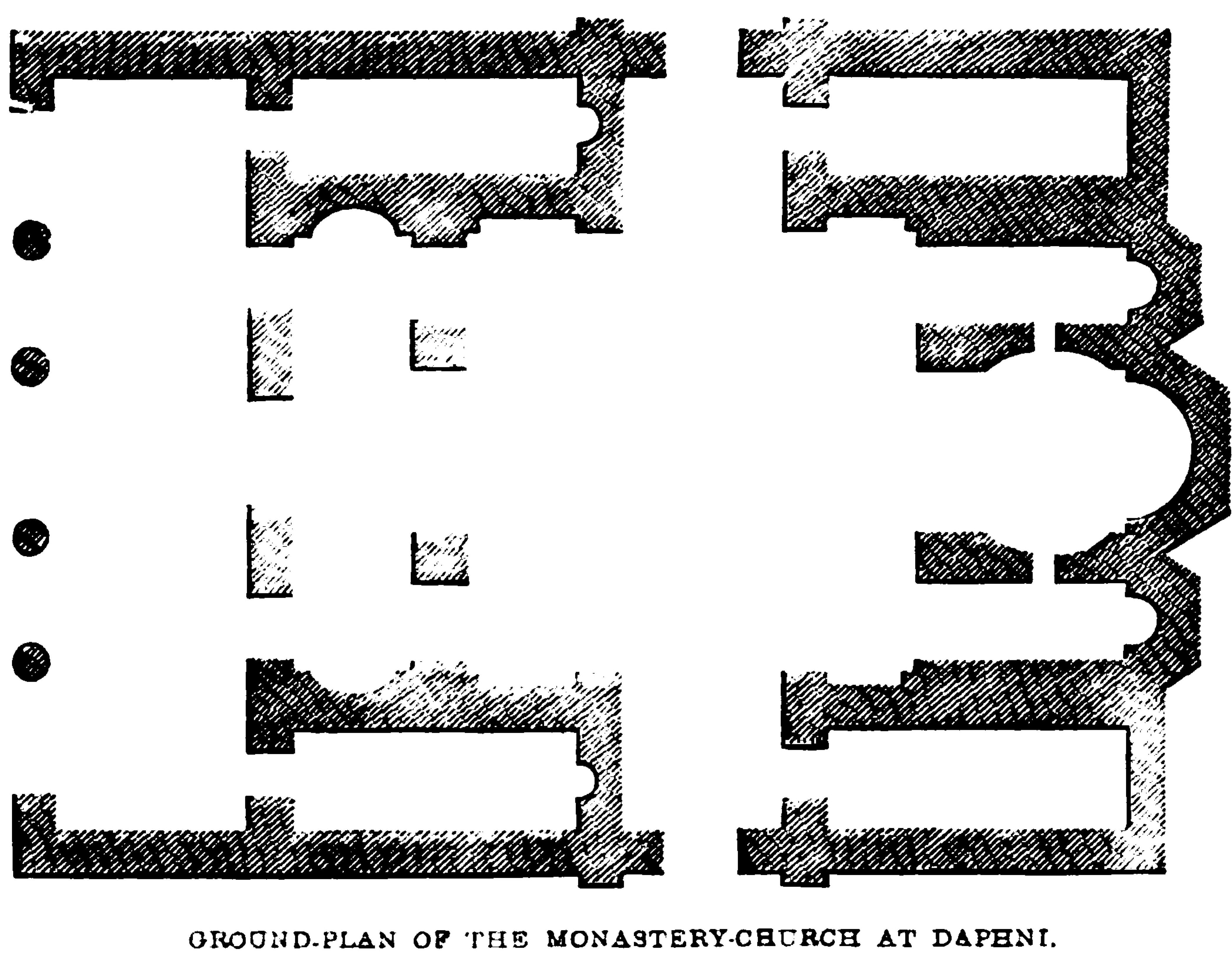
План основания монастыря-церкви в Дафни

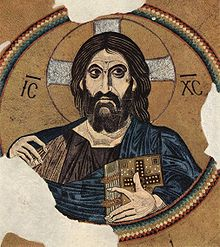
Христос Пантократор

Дафни́ (греч. Δαφνί), также Да́фнион (Δάφνιον) — византийский монастырь в 11 км к северо-западу от центра Афин, расположенный в дафнийской роще (ныне проспект Атинон, часть национальной дороги 8 Афины — Элефсис). Основан в VI веке на месте языческого святилища Аполлона Дафнийского, которое было разорено готами в 395 году. Из ионических колонн античного храма, которые использовались при возведении церкви, ныне сохранилась только одна. Остальные в XIX веке были вывезены в Англию лордом Элгином.
Монастырский крестово-купольный храм принадлежит к лучшим сохранившимся образцам зодчества эпохи Македонской династии и средневизантийского периода в целом. Его возведение может быть отнесено к первой половине XI столетия. Мозаичное убранство появилось несколько позднее, на рубеже XII века, при первых Комнинах.
Краски этих мозаик особенно чистые, сочные и нежные, в выборе сюжетов заметна склонность к изображению тихих домашних сцен. К иератической застылости предыдущего периода отсылает подкупольный образ Спаса Вседержителя, царящий над всем этим великолепием. Мозаики Дафни отличает характерный для всего последующего искусства Комниновского периода интерес к античной пластике, с её правильными гармоничными пропорциями, верным рисунком драпировок, естественным течением форм, красивой ритмикой поз и жестов, иногда носящих характер буквального повторения или следования каким-то античным образцам. Спокойствие, красота, намек на тонкие душевные состояния, интеллектуализм образов Дафни соответствует византийскому православному представлению о мире преображенном, горнем и идеальном, и является его идеальным воплощением в мире искусства.
После взятия Константинополя крестоносцами была разорена и Дафнийская обитель. В 1206 году герцог афинский приписал её к цистерцианскому аббатству Нотр-Дам-де-Бельво в Сире в Бургундии. За годы католического господства в монастыре был перестроен притвор, вокруг зданий устроена ограда.
После взятия Афин османами (1458) султан распорядился вернуть монастырь православным. В 1821 г. по османскому же распоряжению монастырь был распущен, а в 1990 г. — занесён ЮНЕСКО в число памятников Всемирного наследия как один из наиболее ценных памятников византийского мира. После катастрофического землетрясения 1999 года монастырь был закрыт для туристов в связи с реставрационными работами. Вновь открыт для посещений в октябре 2008 года (к июню 2012 года реставрационные работы не окончены).На 2019 год, посещение в среду и пятницу с 8.00 до 15.00.